# مايك بارنت (مدرب رياضي)
مايك بارنت (بالإنجليزية: Mike Barnett)‏ هو مدرب رياضي أمريكي، ولد في 1 فبراير 1959.